# 바데 152

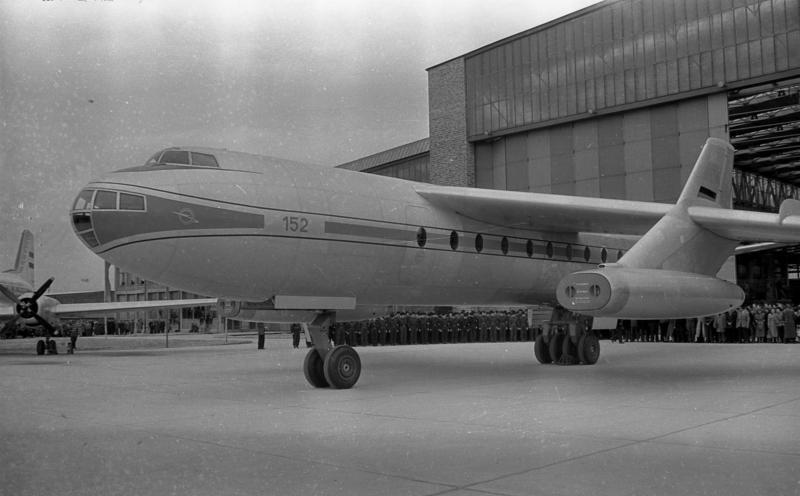
1958년 4월 30일 모습

바데 152(Baade 152), 드레스덴 152(Dresden 152), VL-DDR 152 또는 간단히 152라고도 알려진 여객기로, 동독 항공기 회사 VEB 항공기공장 드레스덴(VEB Flugzeugwerke Dresden)이 설계 및 제조한 전후 여객기였다. 항공기 이름은 프로그램에 참여한 수석 설계자인 독일 항공 엔지니어 브루놀프 바데(Brunolf Baade)의 이름을 따서 명명되었다. 독일에서 개발된 최초의 제트 여객기라는 특징이 있었다.
바데 152는 "개발 항공기"(Entwicklungsflugzeug – EF)로 끝난 융커스 항공기 제품군의 최종 개발을 나타낸다. 이 개발은 포로된 독일 과학자들의 도움을 받아 소련에서 개발된 폐기된 폭격기인 OKB-1 150을 기반으로 했다. 바데 152의 기본 구성은 모양, 크기, 날개 면적, 랜딩 기어 구성, 자체 중량, 범위, 고도, 속도, 엔진당 출력 및 이중 엔진 카울링 배열을 포함하여 미국에서 제작한 보잉 B-47 스트래토젯과 많은 유사점을 공유한다. 폭격기/공중 정찰기로서 1951년에 미 공군에 투입되었다. 바데 152에 대한 작업은 1955년에 공식적으로 시작되었다.
1958년 12월 4일, 첫 번째 프로토타입 V1/I(DM-ZYA)의 처녀 비행이 이루어졌다. 총 3대의 바데 152가 제조되었으며 그 중 2대는 1956년부터 1961년까지 드레스덴 공항을 기반으로 한 시험 비행 프로그램에 참여했다. 1959년 3월 4일 첫 번째 프로토타입이 사고로 분실되어 탑승한 모든 승무원이 사망했다. 원인은 불분명하다. 테스트는 두 번째 프로토타입을 사용하여 계속되었다. 한 단계에서는 동독 국영 항공사인 도이치 루프트한자(Deutsche Lufthansa)를 대신하여 약 20대의 항공기가 다양한 생산 단계에 있다는 보고가 있었다. 그러나 연료 공급 문제가 밝혀진 후 바데 152의 모든 비행 테스트가 중단되었다. 이 유형은 서비스 개시에 실패했으며, 후속 제품이 생산되지 않은 채 생산이 종료되었다.

## 사양

### 일반적 특성
- 승무원: 6명
- 용량: 48/57/72(구성에 따라 다름)
- 길이: 31.4m(103피트 0인치)
- 날개 폭: 26.3m(86피트 3인치)
- 높이: 9m(29피트 6인치)
- 날개 면적: 136m2(1,460평방피트)
- 에어포일: 루트: TsAGI S-10s-9 ; 팁: TsAGI SR-3-12
- 공차 중량: 28,580kg(63,008lb)
- 최대 이륙 중량: 46,500kg(102,515lb)
- 동력 장치: 4 × Pirna 014 터보제트 엔진, 각각 추력 30.9 kN (6,900 lbf)

### 성능
- 최대 속도: 920km/h(570mph, 500kn)
- 순항 속도: 800km/h(500mph, 430kn)
- 범위: 2,000~2,500km(1,200~1,600마일, 1,100~1,300nmi)(구성에 따라 다름)

## 같이 보기
- 융커스 Ju 287